# Brañas (La Coruña)
Brañas (llamada oficialmente Santa Mariña de Brañas) es una parroquia española del municipio de Toques, en la provincia de La Coruña, Galicia.

## Entidades de población
Entidades de población que forman parte de la parroquia:
- Acibadoiro (O Acibadoiro)
- Arriba
- Baloira (A Baloira)
- Carreira (A Carreira)
- Casavella (A Casavella)
- Castros (Os Castros)
- Chente
- Coto (O Coto)
- Donelle
- Foxo do Cabrito (O Foxo do Cabrito)
- Gramela (A Gramela)
- Mirallos
- Outeiro (O Outeiro)
- Porto Salgueiro (O Porto Salgueiro)
- Trandeiras
- A Vela

## Demografía
| Gráfica de evolución demográfica de Brañas entre 2000 y 2019 |
|                                                              |
| Datos según el nomenclátor publicado por el INE.             |